# Aeroportul Eilat
Aeroportul Eilat (IATA: ETH, ICAO: LLET) este un aeroport din Districtul de Sud, Israel ce deservește zona Eilat. Aeroportul a fost tranzitat în 2014 de 1.424.098 de pasageri. A fost numit după zona deservită.
Situat la o altitudine de 13 m, aeroportul dispune de 1 pistă. Este operat de Israel Airports Authority⁠(d).

## Infrastructură

### Piste
Aeroportul dispune de o singură pistă. Pista 03/21 are suprafața de asfalt și dimensiunile 1.900 m × 30 m. 